# Rubus orbifrons
Rubus orbifrons är en rosväxtart som beskrevs av Heinrich E. Weber. Rubus orbifrons ingår i släktet rubusar, och familjen rosväxter. Inga underarter finns listade i Catalogue of Life.